# James Fletcher
James Chipman Fletcher (5 de junho de 1919 — 22 de dezembro de 1991) foi um físico dos Estados Unidos da América. Formado pela Universidade Columbia, ocupou o posto de administrador da NASA, em duas oportunidades entre 1971-1977 e no período de 1986-1989.